# Новоморская улица (Новосибирск)
Новомо́рская улица — улица в Советском районе Новосибирска (микрорайон ОбьГЭС).
Начинается от въезда на плотину ГЭС напротив мозаичного панно «Покорители Оби», заканчивается возле пляжа, примыкающего к парку «У моря Обского». От Новоморской улицы отходят улицы Ветлужская, Летняя и Мухачёва. Одна сторона улицы образована жилыми домами, другая — парковой зоной.

## Достопримечательности
- Музей Советского района;
- Памятник воину-освободителю «Алёша»;
- Парк «У моря Обского».

## Организация
- Новосибирская ГЭС;
- Активный город, МКУ, координационный центр;
- Комплексный центр социального обслуживания населения Советского района.

## Транспорт
На улице отсутствует движение общественного транспорта. Ближайшие остановки — «ГЭС», находящаяся возле плотины; «Кинотеатр Волна» — на Ветлужской улице; «Больница (Софийская ул.)» на Софийской улице. Все остановки обслуживают автобусы и маршрутные такси.